# Sheshonq (grand prêtre de Ptah)
Pour les articles homonymes, voir Sheshonq.
Sheshonq, fils d'Osorkon II était grand prêtre de Ptah sous le règne de ce dernier.

## Généalogie

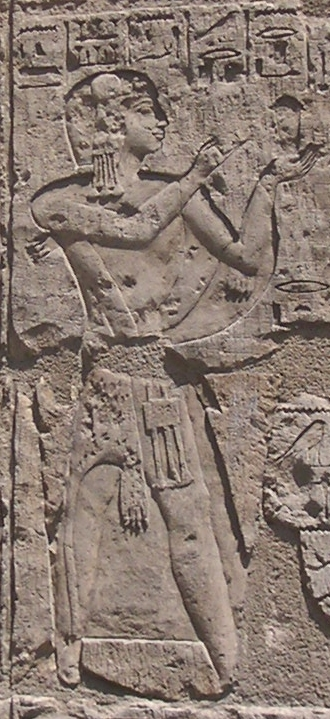
Le grand prêtre de Ptah Sheshonq faisant une offrande. La légende au-dessus de lui précise : Le prince, le grand prêtre Sheshonq, justifié

Fils du roi Osorkon II et de la reine mère Karoma II Mérytmout, il est nommé à la tête du clergé memphite par son père qui, dès son accession au trône, mène une politique de contrôle des principaux pouvoir du pays ainsi que des rouages qui en découlaient. 
Sheshonq administrait ainsi directement, officiellement au nom de Pharaon, tous les biens des temples dépendant du culte de Ptah de l'antique capitale et des environs, présidant aux rites principaux de la cité ainsi qu'au culte de l'Apis.
Or les sources épigraphiques de la dynastie indiquent clairement combien Osorkon Ier enrichit les temples du pays, favorisant grandement ceux de Basse-Égypte dont celui de Memphis justement, tant et si bien que son grand prêtre était propriétaire en titre mobilier ou immobilier d'une bonne partie du trésor et des richesses nationales, l'ensemble étant administré et contrôlé par une véritable armada de fonctionnaires aux ordres du grand prêtre. Les impôts étaient levés régulièrement et le commerce, à nouveau florissant à la suite de la reprise en main des routes commerciales vers le Levant et l'Arabie, assurait une prospérité à la cité située idéalement au cœur de ces échanges.
Sheshonq a un fils qu'il nommera comme son grand-père Takélot. Takélot occupera la fonction de grand chef des Mâ, soit l'équivalent du chef des armées, son père s'assurant ainsi la maîtrise totale du territoire. Sheshonq comme son frère Nimlot II occupait donc une des principales places du royaume sheshanqide. Cette politique de contrôle du pays par la famille royale, inaugurée par Sheshonq Ier et reprise par Osorkon II était censée assurer la stabilité du royaume. Elle allait pourtant engendrer les fondements même de son déclin quelques générations plus tard, des lignées princières rivales revendiquèrent alors la primauté sur la famille régnante et peu à peu les conditions d'une sécession seront réunies pour que des descendants des fils d'Osorkon prétendent au trône même.   
En l'an 23 du règne, survient un événement capital pour le pays et surtout pour la ville de Memphis. Le taureau Apis, hypostase du dieu Ptah, meurt ce qui jette tout le pays dans une grande affliction. En tant que grand pontife, Sheshonq préside donc aux cérémonies liées à l'inhumation du taureau. On transporta l'animal sacré dans la ouâbet que le fondateur de la dynastie avait fait édifier à l'ouest du grand temple de Ptah afin de préparer le corps pour son voyage dans l'au-delà. Puis au bout du temps nécessaire, le taureau devenu Osiris-Apis était alors conduit par le grand prêtre dans les catacombes du Sérapéum de Saqqarah où un caveau lui avait été spécialement préparé. Il y est enterré avec tous les honneurs dus à un dieu vivant, sa dépouille momifiée placée dans un sarcophage, les vases canopes contenant ses viscères embaumés placés à côté de lui, les traditionnels ouchebtis déposés dans la tombe. Une fois les rites funéraires accomplis, on procéda à la fermeture du caveau et apposa une stèle relatant le procès-verbal de cette cérémonie. 
Le prince Sheshonq peut être un temps désigné à la succession, n'a pas survécu à son père, tout comme Nimlot II, grand prêtre d'Amon de Thèbes.

## Monument
Osorkon II fit édifier une chapelle funéraire à Memphis même en l'honneur des dieux de Memphis et de son fils. Située à l'ouest du grand temple de Ptah, dans le district d'Ânkh-Tâouy, elle a été identifiée en 1942 par l'égyptologue égyptien Ahmed Badawy. 
Ses vestiges retrouvés sur place ont permis de remonter l'entrée principale, décorée en l'honneur des dieux de Memphis, et devant lesquels Osorkon II et son noble fils officient.
Un examen attentif du relief du linteau permet de penser à une réutilisation d'un relief plus ancien pour cette partie de l'édifice. Plusieurs détails indiquent en effet que le relief a été repris notamment dans les cartouches royaux mais surtout pour la représentation de Sheshonq lui-même.

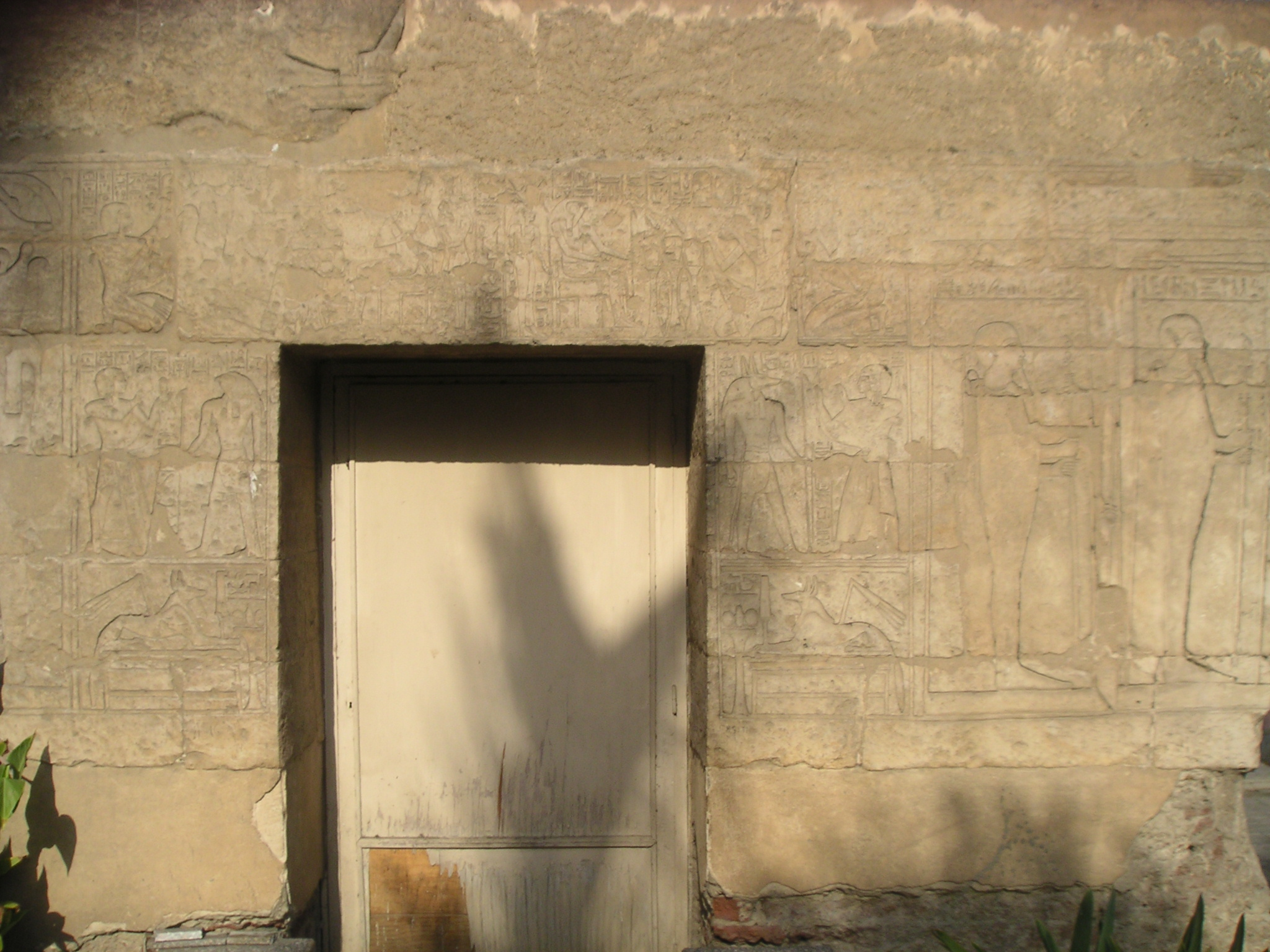
Vue de la chapelle de Sheshonq, grand prêtre de Ptah, à Memphis

La pierre a été nivelée et un nouveau tableau en bas relief a été exécuté pour la figure du grand prêtre, agenouillé derrière Pharaon, devant les divinités qui elles sont figurées en haut-relief. 
Le style indiquerait une œuvre du Nouvel Empire, ce qui en soit n'a rien d'étonnant, mais démontre que les édifices royaux de cette époque pourtant « récente » pour la XXIIe dynastie faisaient déjà l'objet de réemploi et dans le meilleur des cas de remaniement.
Autre détail intéressant pour l'époque de ce réemploi, le grand prêtre, certes fils royal, s'est fait représenté à la même échelle que Pharaon. D'autres exemples de cette volonté manifeste d'égaler le roi sur les représentations officielles sont connus, notamment pour les grands prêtres d'Amon lors de la XXIe dynastie.
Les montants de la porte et le reste des reliefs du monument datent de Sheshonq et le représentent faisant des offrandes aux dieux des nécropoles, dont Osiris, suivi et épaulé par Isis et Nephtys, Sokar, Hathor et Anubis. Ce dernier est représenté par deux fois, encadrant de part et d'autre la porte dans la position classique du chacal couché sur un coffre, le flagellum nekhekh émergeant de son dos et le sceptre sekhem entre les pattes avant, en tant que gardien des tombes.
Le monument est actuellement exposé dans les jardins du Musée du Caire.
Il s'agit de la chapelle funéraire qui recouvrait le tombeau du grand prêtre dans une nécropole installée dans ou à proximité de l'enceinte temple de Ptah comme les divines adoratrices d'Amon le feront dans l'enceinte du temple de Médinet Habou à Thèbes, ou encore les rois des XXIe et XXIIe dynasties en faisant du temple d'Amon à Tanis leurs nécropoles dynastiques.

## Sépulture
Découvert et fouillé en 1942 par Ahmed Badawy, le tombeau de Sheshonq avait été pillé, sans doute dès l'Antiquité. Il a livré néanmoins les restes d'un viatique funéraire assez riche digne d'un prince de son rang dont notamment des vases canopes en albâtre, don du roi à son fils, ainsi qu'un grand nombre d'ouchebtis destinés à accompagner le défunt dans son voyage dans l'au-delà.
La tombe de Takélot, son fils, a été découverte à proximité.